# Nyalindung (Nyalindung)
Nyalindung is een bestuurslaag in het regentschap Sukabumi van de provincie West-Java, Indonesië. Nyalindung telt 6149 inwoners (volkstelling 2010).